# Aérodrome de Bar-le-Duc - Les Hauts-de-Chée
L’aérodrome de Bar-le-Duc - Les Hauts-de-Chée (code OACI : LFEU) est un aérodrome ouvert à la circulation aérienne publique (CAP), situé sur la commune des Hauts-de-Chée à 13 km au nord de Bar-le-Duc dans la Meuse (région Lorraine, France).
Il est utilisé pour la pratique d’activités de loisirs et de tourisme (aviation légère).

## Installations
L’aérodrome dispose d’une piste en herbe orientée est-ouest (06/24), longue de 890 m et large de 50 m.
L’aérodrome n’est pas contrôlé. Les communications s’effectuent en auto-information sur la fréquence de 123,500 MHz.
S’y ajoutent :
- une aire de stationnement ;
- des hangars[2].

## Activités
- Aéroclub Sud-Meusien